# 憨豆先生 (憨豆先生分集)
《憨豆先生》（英語：Mr. Bean）是英国电视剧《憨豆先生》的试播集，由老虎电视台为泰晤士電視制作，于1990年1月1日在ITV电视台首次播出，在最初播出时有1345万观众观看。
这一集由本·埃爾頓、李察·寇蒂斯和路雲·雅堅遜编剧，还邀请了特别嘉宾李察·布萊爾斯与保羅·鮑恩、魯道夫·沃克（后来与艾金森共同出演《憨豆警局》）以及主题音乐作曲家霍華德·古道爾客串。

## 剧情

### 第一幕：考試
憨豆先生参加数学考试要迟到了，他开着迷你车加速驶过一辆蓝色的里来恩特知更鸟车，蓝车冲出马路差点被撞翻。到达学校后，憨豆发现自己旁边坐着一个同学（保羅·鮑恩），他问憨豆是否复习好了。憨豆回答说他一直在专心学习三角学，而这个学生说他学习的是微积分学。憨豆说据他所知微积分是前一年考试的重点，同学听了很担心，而憨豆则为欺骗了他而窃笑。監考員（魯道夫·沃克）宣布考试将在两分钟后开始。在这两分钟里，憨豆准备好了许多笔，还有一个警察玩偶、一个粉红豹玩偶和一个米老鼠鬧鐘。憨豆把闹钟设在考试结束的时候。
考试开始了，憨豆从信封里拿出微积分试卷时却慌了神，因为他根本没有学过微积分。憨豆沮丧不已，因为他根本不知道怎么做，所以他把考试时间都花费在作弊上。他想抄旁边同学的考卷，有一次甚至直接把同学的考卷拿到手，但每次都以失败告终。最终憨豆放弃了，大喊“哦，妈妈！”然后趴在桌子上开始睡觉。
考试结束前两分钟，监考员给出了考试结束后如何处理试卷的指示。憨豆这才知道信封里有两张试卷，一张绿色的微积分试卷和一张白色的三角学试卷，考生自己可以选择做哪一张（虽然说从逻辑上讲，监考员应该在考试一开始就说明这一点）。憨豆拿出三角学试卷，手忙脚乱想要答题，但他的笔已经没墨水了，什么也写不出来，于是他抢了同学的笔（殊不知他在开考前准备了许多备用的笔）。但是考试很快就结束了，监考老师让大家停止做答，憨豆置若罔闻继续答题。监考员第三次愤怒地告诉他停止答题，憨豆这才住手。这时，憨豆的闹钟响了，他手忙脚乱想让闹钟停下来。

### 第二幕：海灘
考试结束后，憨豆前往皮斯黑文海滩，路上又把蓝车撞出了公路。到了海边，他想到海里游泳，但是旁边有个人（羅傑·史羅曼）戴着太阳镜躺在躺椅上，憨豆不知道怎么在不被他看到的前提下换上泳裤。憨豆不想再走他爬下的台阶去换裤子，就把泳裤穿在长裤外面，再想办法把长裤脱下来。他把一条裤腿脱下，把裤腿从泳裤中间穿过去，最后就可以把长裤从另一条腿上脱下来了。虽然这个方法成功了，但憨豆随后看到这个人拿起他的白手杖离开了，原来他是个盲人。

### 第三幕：教堂
在海滩游玩之后，憨豆到斯坦默教堂参加礼拜，把蓝车从教堂的停车位挤了出去。当礼拜开场的赞美诗唱完时，他姗姗来迟，在斯普劳特先生（李察·布萊爾斯）身边坐下。当牧师（路雲·雅堅遜镜头外配音）讲道时，憨豆大声打喷嚏，自己要擦鼻子，但他没有纸巾和手帕，所以只能用大衣口袋的内衬来擦。他觉得布道非常枯燥，就想尽办法让自己保持清醒，最后还想往嘴里塞糖果。然而，在斯普劳特先生的注视下，憨豆只得假装自己没想吃糖，但是就在第二首赞美诗即将唱起的时候，他一不小心把糖掉进了衣服里。唱诗的时候，憨豆终于把糖果从衬衫和裤子里抖出来，最后从地上捡起来。赞美诗结束时，憨豆想要吃糖，但斯普劳特先生在最后一秒突然看向他，憨豆忙乱之下把糖放进了他用来擦鼻子的口袋里。
片尾字幕出现时，憨豆开着他的迷你车，又遇到了蓝车。憨豆在一条单行道上转错了方向，撞坏了迷你车，而蓝车则开走了。憨豆毫发无伤，迅速跑到另一条路上，很快，迷你车的一个车轮滚到了人行道上。

## 演员
- 路雲·雅堅遜 饰 憨豆先生和牧師（镜头外）
- 保羅·鮑恩（英语：Paul Bown） 饰 同學
- 魯道夫·沃克（英语：Rudolph Walker） 饰 監考員
- 羅傑·史羅曼（英语：Roger Sloman） 饰 沙灘盲人
- 霍華德·古道爾（英语：Howard Goodall） 饰 教堂風琴手
- 李察·布萊爾斯（英语：Richard Briers） 饰 斯普劳特先生

## 制作
在1987年蒙特利尔嘻笑節上介绍这一角色时获得成功后，本·埃爾頓便写好了一份剧本。这是他为憨豆先生系列写的唯一一份剧本。泰晤士電視于1989年委托进行试播。该公司的轻娱乐主管約翰·霍瓦德·戴維斯作为制片人和导演亲自监督了该系列的前三集。
试播集本身则是在1989年下半年制作的，在東薩塞克斯郡的皮斯黑文和斯坦默地区用中继放送录像带拍摄了外景，在泰晤士的泰丁顿工作室的现场观众面前录制了室内场景。
由于这一集只是一个试播集，因此名字直接就叫“憨豆先生”，没有开场的片名，也没有其他几集都有的合唱主题曲。
1991年，20世纪福克斯公司宣布制作《憨豆先生》的改编电影。他们将第一幕翻拍成了一部短片《憨豆先生参加考试》，約翰·麥格林饰演同学，約翰·薩維登特饰演监考老师。

### 荣誉
这部试播集赢得了1990年的金玫瑰奖，后来路雲·雅堅遜和安格斯·迪爾頓在1991年的喜剧巡演中现场表演了教堂小品。这个小品后来也启发了《憨豆先生动画系列》中《一线阳光》的故事情节。